# Walt Gorney
Walt Gorney, född 12 april 1912, död 5 mars 2004, var en amerikansk skådespelare som var mest känd som Crazy Ralph i de två första Fredagen den 13:e-filmerna.